# Jacou
Jacou (okzitanisch: Jacon) ist eine französische Gemeinde mit 6964 Einwohnern (Stand: 1. Januar 2022) im Département Hérault in der Region Okzitanien. Sie gehört zum Arrondissement Montpellier und ist Teil des Kantons Montpellier – Castelnau-le-Lez. Die Einwohner werden Jacoumards genannt.

## Geographie
Jacou liegt etwa fünf Kilometer nordnordöstlich von Montpellier. Umgeben wird Jacou von den Nachbargemeinden Teyran im Norden, Le Crès im Osten, Castelnau-le-Lez im Süden und Clapiers im Westen.

## Geschichte
860 wird der Ort erstmals urkundlich als Jocon erwähnt. 1144 wird die Petruskirche in der Cartulaire de Maguelone verzeichnet.

### Bevölkerungsentwicklung
| Jahr      | 1962 | 1968 | 1975 | 1982 | 1990 | 1999 | 2006 | 2017 |
| Einwohner | 223  | 247  | 1259 | 1774 | 3795 | 4757 | 4997 | 6791 |

## Sehenswürdigkeiten
- Schloss Bocaud (auch Schloss von Jacou), 1618 errichtet, mit Umbauten Mitte des 18. Jahrhunderts, Monument historique 2000/2001

## Gemeindepartnerschaft
Mit der portugiesischen Gemeinde Sernancelhe besteht eine Partnerschaft.